# Терву (бухта)
Те́рву — бухта в северо-западной части Ладожского озера, Россия.
Длина 5,4 км, ширина 3,9 км. Глубина 24 м.
Расположена между полуостровом Терву на севере и мысом Раханиеми на юге. Посередине бухты расположен небольшой остров Койонсари длиной 2,4 км, шириной 1,4 км, связанный с берегом мостом, а также несколько мелких островов. Здесь же находится крепостной остров Шапка Мономаха, где, возможно, находился сторожевой пункт древних карел. В бухту впадает река Тервунйоки. На северном берегу бухты расположено одноимённое селение.